# 大江千里のLive Depot
『大江千里のLive Depot』（おおえせんりのライブ・デポ）は、TOKYO FM（関東ローカル）で2001年4月5日から2007年9月27日まで放送された音楽番組である。

## 概要
大江千里が司会で、TOKYO FM HALLからの生放送で行われた。毎週一人（一組）のアーティストをゲストに迎え、生のライブを披露するものだった。
- 前半、後半はゲストのライブを披露、中間は大江とゲストとの「セッションタイム」とトークで綴る。「セッションタイム」は大江とゲストが選んだ曲を大江のピアノに乗せて歌う。中でも、岩崎宏美は越路吹雪の「愛の讃歌」でセッション（その後CDに、西田敏行「もしもピアノが弾けたなら」をカバーで、大江が「哀しみの環状線」、「始まりの詩、あなたへ」を楽曲提供する）、mihimaru GTは平松愛理の「部屋とYシャツと私」でセッションし、のちにCD化される。
- 出演したアーティストは延べ300組にのぼる。

## 補足
- fra-foaのボーカル三上ちさこがライブ終了後感極まって涙したことがあった。
- 後にブレイクするコブクロも出演していた。
- 現在は宮崎のローカルタレントである児玉美代が0930時代に出演し、代表曲「山田君」で大江とのセッションを行った。
- 後にブロードバンドによる生放送、さらにTOKYO MX（こちらは録画による時差放送で時間は毎週火曜日26時台）でも行われた。いずれもTOKYO FMの系列会社であるTFMインタラクティブが関与している。

| TOKYO FM 木曜20時枠 | TOKYO FM 木曜20時枠  | TOKYO FM 木曜20時枠 |
| 前番組              | 番組名               | 次番組              |
| ------------------- | -------------------- | ------------------- |
| -                   | 大江千里のLive Depot | Daily Planet        |